# Adolfo Borgognoni
Adolfo Borgognoni (* 4. November 1840 in Corropoli; † 31. Oktober 1893 in Pavia) war ein italienischer Dichter, Schriftsteller und Literaturkritiker. Er wurde auf den Namen Luigi getauft. Er war Professor für italienische Literatur an der Universität von Pavia.

## Leben
Er wurde in Corropoli in der Provinz Teramo geboren, wo sein Vater Camillo als Amtsarzt arbeitete. Nach dem Umzug seines Vaters nach Budrio setzte er seine Studien in Bologna fort, wo er 1860 sein Jurastudium abschloss. Borgognonis berufliches Leben wurde durch seine Freundschaft mit Giosuè Carducci geprägt und beeinflusst, dessen Vorlesungen an der Universität der junge Adolfo besuchte und der ihm seine Liebe zur Literatur und seine politische Begeisterung für den republikanischen Gedanken vermittelte.
Nachdem er das Jurastudium abgebrochen hatte, widmete er sich der Lehrtätigkeit der italienischen Literatur, zunächst am Gymnasium in Imola, dann in Ravenna am Technischen Institut und schließlich am Liceo.  Ab 1863 begann er in zahlreichen republikanischen Zeitschriften Gedichte, literarische Studien und Artikel zu politischen Themen zu veröffentlichen. Sein politisches Engagement führte dazu, dass er verfolgt wurde und für kurze Zeit auf der Flucht war. 1889 erhielt er den Lehrstuhl für italienische Literatur an der Universität Pavia, der zuvor von Ugo Foscolo und Vincenzo Monti bekleidet worden war.
In Pavia wurde er mehrmals von seinem Freund Carducci in dessen Haus an der Piazza della Rosa besucht, wo sich Studenten und Kollegen oft zu Gesprächen trafen. Borgognoni starb am 31. Oktober 1893 in Pavia. Einige seiner kritischen Positionen wurden von Benedetto Croce befürwortet, der 1913 eine posthume Sammlung von Borgognonis literarischen Essays herausgab.

## Werke (Auswahl)
- Fiori, fronde e stecchi, Bologna, Tipografia Mareggiani all'insegna dell'arte, 1863
- Studi d'erudizione e d'arte, 2 Bd.., Bologna, Romagnoli 1877–1878
- Il canto dello sbadiglio, Ravenna, Zirardini, 1878
- Studi contemporanei, Roma, Sommaruga, 1884
- Studi di letteratura storica, Bologna, 1891
- Scelta di scritti danteschi, [Posthum] Hrsg. Riccardo Truffi, Città di Castello, Lapi, 1897
- Disciplina e spontaneità nell'arte. Saggi letterari raccolti da Benedetto Croce, Bari, Laterza, 1913

## Ikonographie
Adolfo Borgognoni ist in einem Flachrelief dargestellt, das sich im Atrium der Grundschule von Corropoli befindet, ein Werk des Bildhauers Alfonso Tentarelli.